# Indicatifs régionaux 310 et 424

Carte de l'État de Californie avec les territoires de ses indicatifs régionaux. Le territoire desservi par les indicatifs régionaux 310 et 424 est en rouge.

Les indicatifs régionaux 310 et 424 sont deux des nombreux indicatifs téléphoniques régionaux de l'État de Californie aux États-Unis.
Ces indicatifs desservent la côte du Pacifique dans la région de la ville de Los Angeles. Plus précisément, les indicatifs desservent le quartier de Pacific Palisades (Los Angeles), l'île Santa Catalina, ainsi que les villes de Santa Monica, Malibu, Compton, Torrance et Beverly Hills.
La carte ci-contre indique en rouge le territoire couvert par les indicatifs 310 et 424.
Les indicatifs régionaux 310 et 424 font partie du plan de numérotation nord-américain.